# Момо, Фрэнсис
Фрэ́нсис Момо́ (англ. Francis Momoh; род. 25 марта 2001, Кадуна) — нигерийский футболист, нападающий клуба ЛНЗ.

## Клубная карьера
Момо — воспитанник клуба «Хартленд». В 2019 году игрок подписал контракт на четыре года со швейцарским «Грассхоппером», где начал выступать за молодёжный состав. 5 октября в матче против «Виля» он дебютировал в Челлендж-лиге. По итогам сезона игрок помог клубу выйти в элиту. 7 августа 2021 года в матче против «Лозанны» он дебютировал в швейцарской Суперлиге. 12 февраля 2022 года в поединке против «Лозанны» Фрэнсис сделал «дубль», забив свои первые голы за «Грассхоппер». 